# Лунка (Амару, Бузеу)
Лунка (рум. Lunca) — село у повіті Бузеу в Румунії. Входить до складу комуни Амару.
Село розташоване на відстані 71 км на північний схід від Бухареста, 25 км на південний захід від Бузеу, 121 км на південний захід від Галаца, 111 км на південний схід від Брашова.

## Населення
За даними перепису населення 2002 року у селі проживали 219 осіб, усі — румуни. Усі жителі села рідною мовою назвали румунську.